# Dryasspindling
Dryasspindling (Cortinarius subtorvus) är en svampart som beskrevs av Lamoure 1969. Dryasspindling ingår i släktet Cortinarius och familjen spindlingar.  Arten är reproducerande i Sverige. Inga underarter finns listade i Catalogue of Life.